# Chiesa dei Santi Pietro e Paolo (San Francisco)
La chiesa dei santi Pietro e Paolo è un luogo di culto cattolico di San Francisco, situato al 666 di Filbert Street. È amministrata dai salesiani ed è nota come "la cattedrale italiana dell'Ovest", dal momento che è un centro di aggregazione della comunità italoamericana di San Francisco sin dalla sua consacrazione.

## Storia
Negli anni 1926-1927, la chiesa è stata oggetto di attacchi radicali perpetuati da anarchici anti-cattolici. Il 6 marzo del 1927, la polizia ha sparato ed ucciso un uomo e gravemente ferito un altro, mentre i due uomini tentavano di accendere la miccia di una grande bomba davanti alla chiesa. Il morto, conosciuto solo come 'Ricca', non è mai stato completamente identificato, mentre l'altro uomo è morto in ospedale a causa delle ferite riportate.
Negli ultimi anni la chiesa è diventata anche il centro culturale e religioso più importante per la popolazione cinese-americana di fede cattolica: sono celebrate messe in italiano, cantonese e inglese. Ogni mese, inoltre, sono celebrate funzioni in latino.

## La chiesa nella cultura di massa
La chiesa compare nei film Dirty Harry e Scommessa con la morte di Clint Eastwood. Il film muto I dieci comandamenti è stato girato presso la chiesa mentre era in fase di costruzione, nel 1923. Anche alcune scene di Sister Act 2 sono state girate qui.
Dopo il loro rito civile nel 1954, Marilyn Monroe e Joe DiMaggio posarono per le fotografie sui gradini di questa chiesa. DiMaggio si era sposato con Dorothy Arnold nella chiesa il 19 novembre 1939, ma in seguito divorziarono. Essendo ancora sposato agli occhi della Chiesa, non avendo ottenuto l'annullamento, non poté risposarsi col rito religioso. Il funerale di DiMaggio si è tenuto qui l'11 marzo 1999, officiata da un amico famiglia e confidente, Armand Oliveri, che da sempre si è rifiutato di rilasciare un'intervista circa i coniugi DiMaggio.
La cantante pop americana Michelle Lambert, considera questa chiesa il suo tempio spirituale, e nel 2010 interpreta la Madonna nella manifestazione "Las Posadas de San Francisco".
Nel film del 2015 San Andreas la chiesa e Washington Square vengono viste mentre uno tsunami si abbatte su di loro.

## Galleria d'immagini

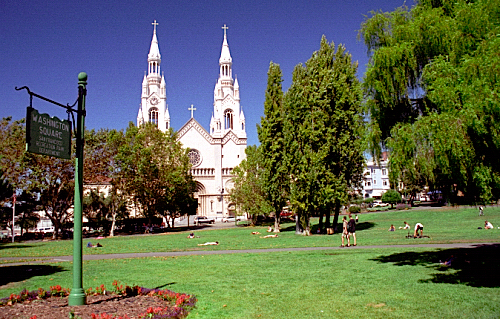
La chiesa e Washington Square.
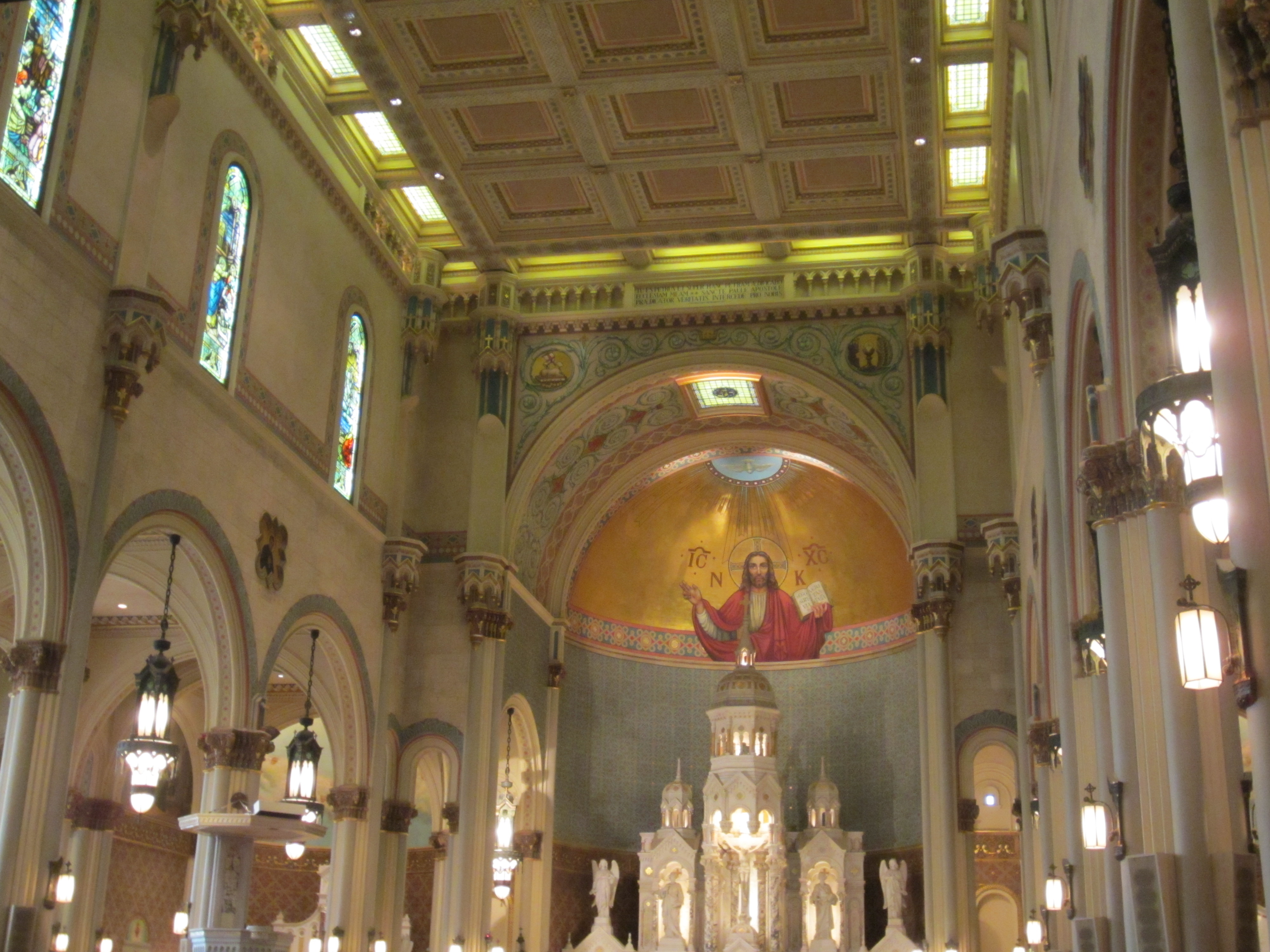
Interno della chiesa.
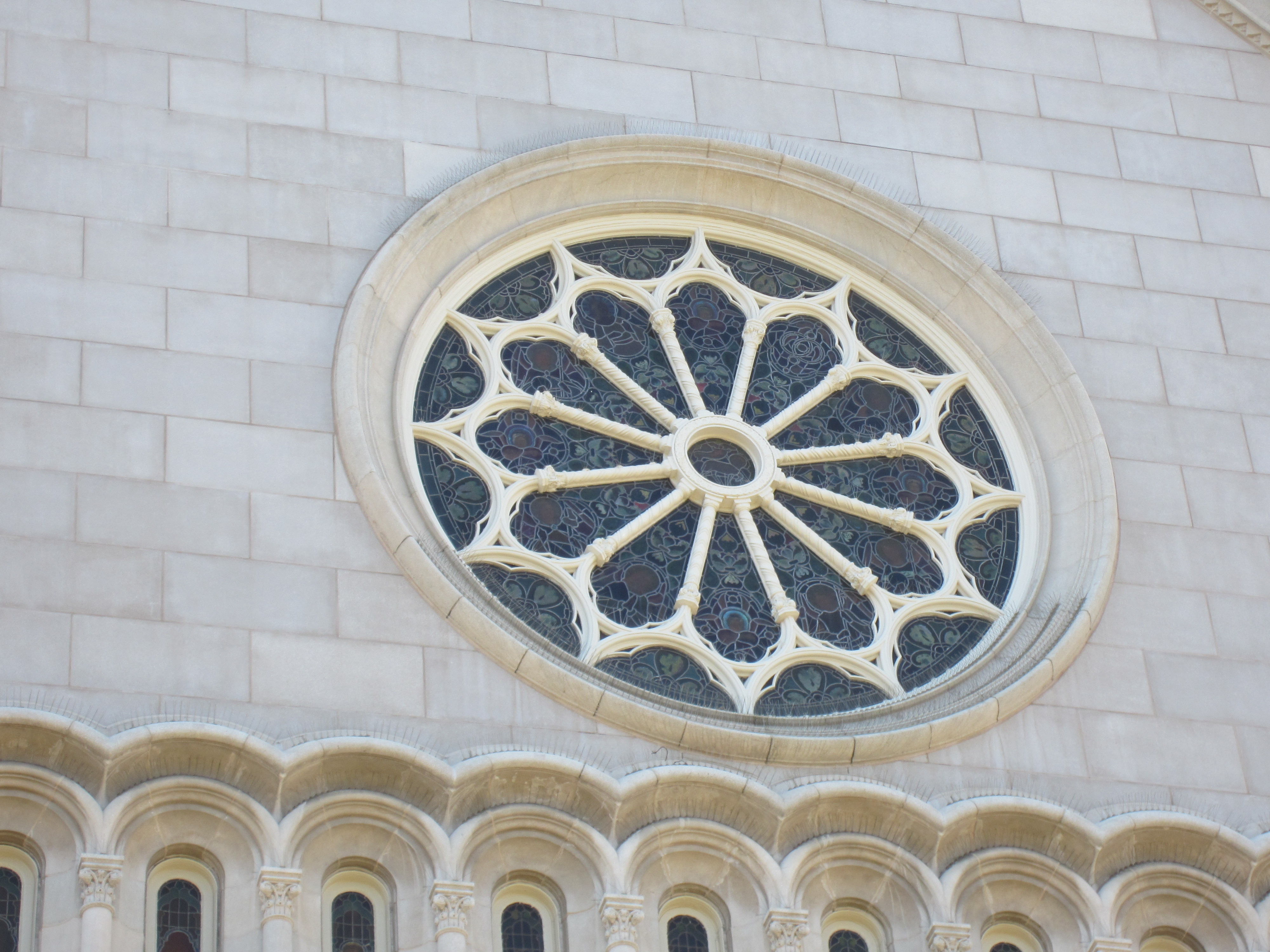
Rosone.
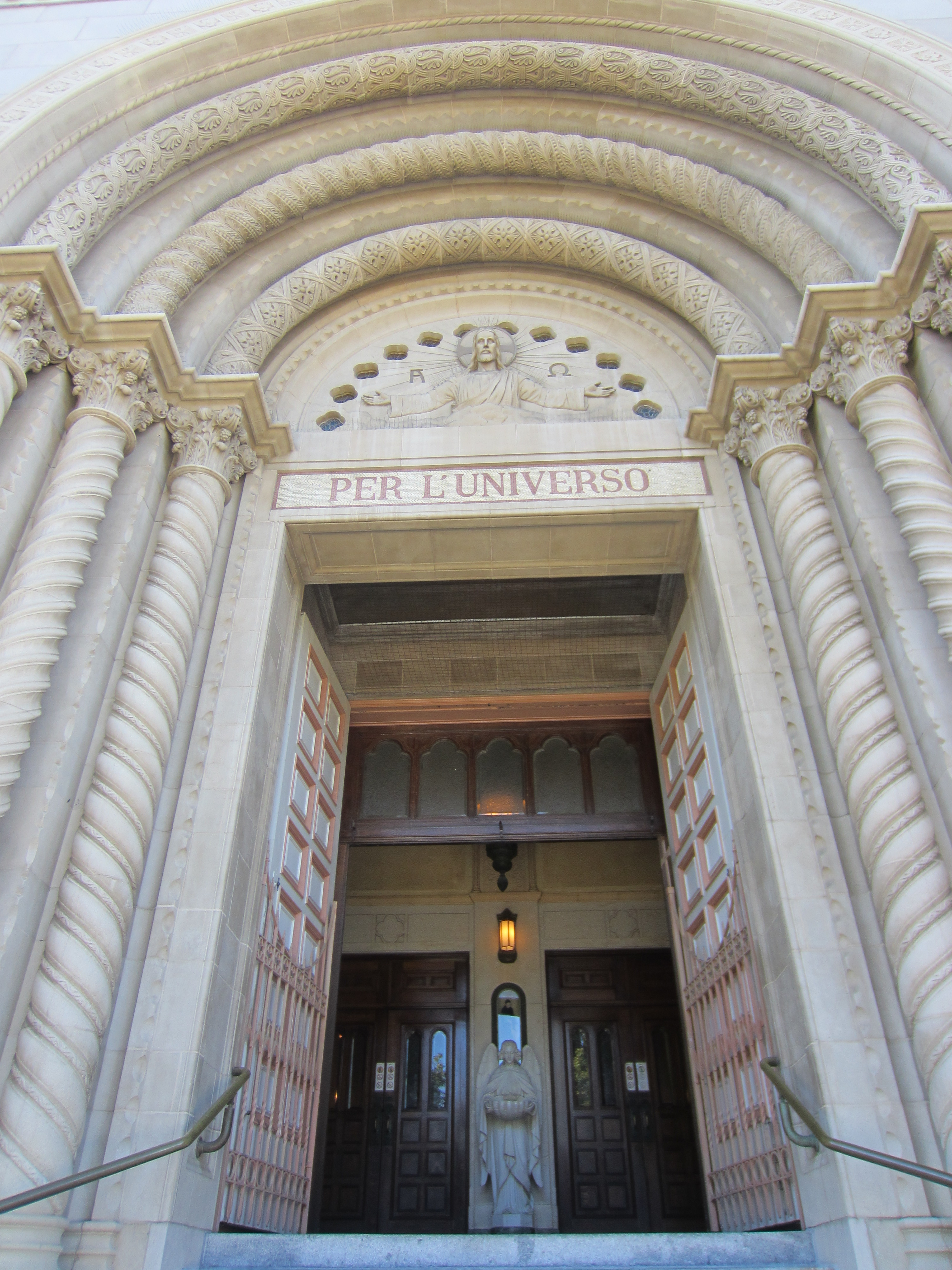
Portale d'ingresso.
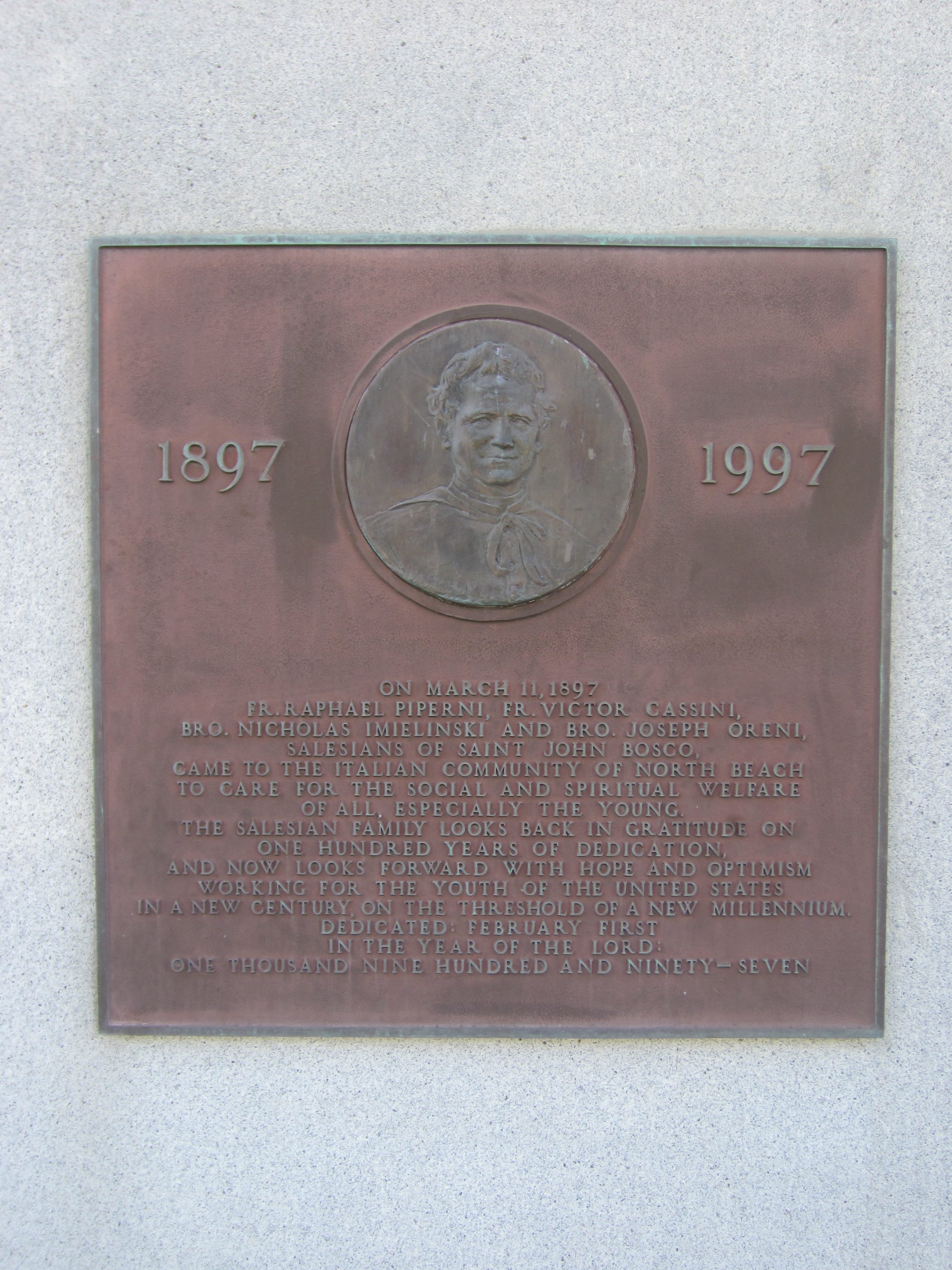
Lastra commemorativa.
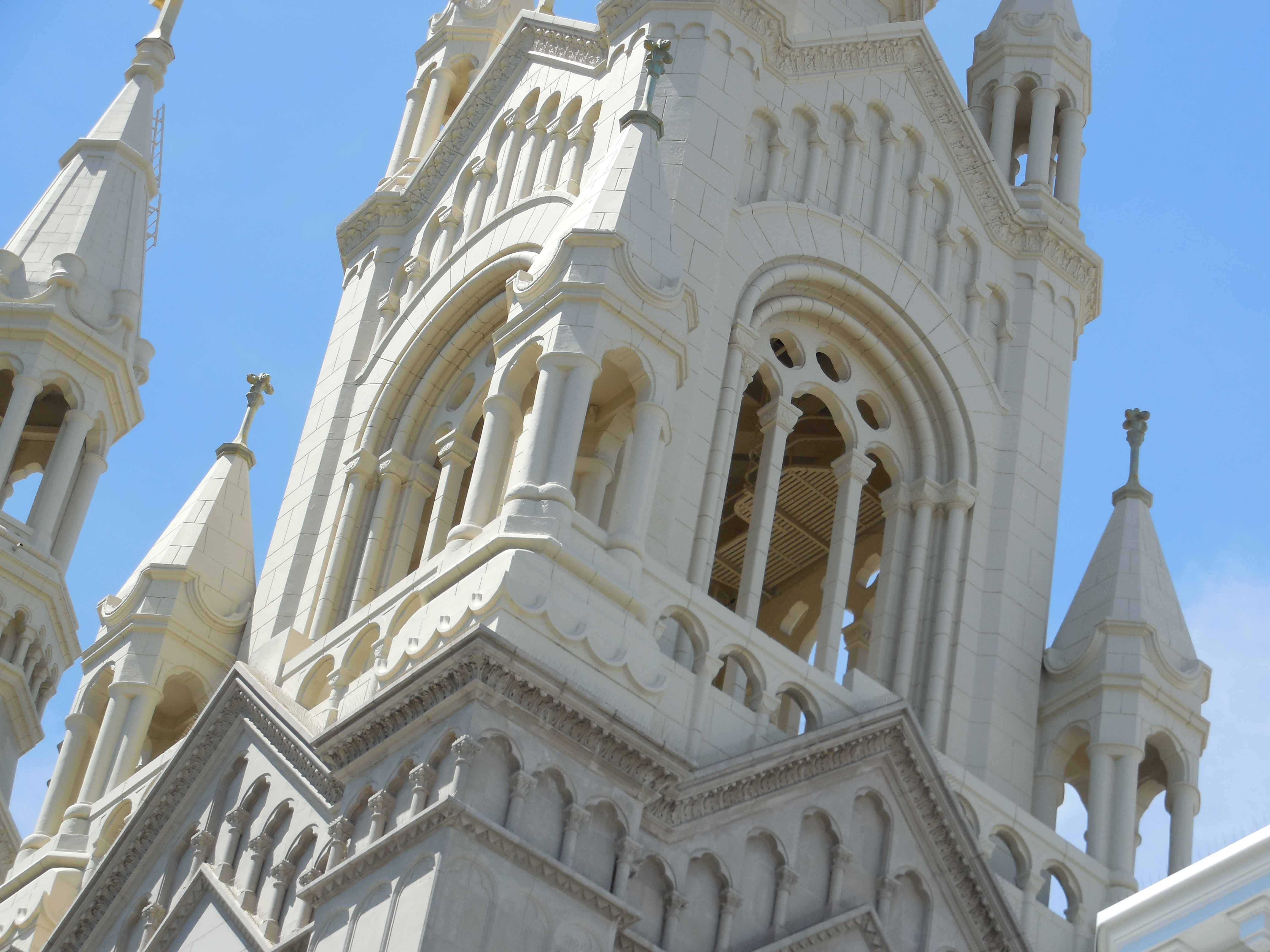
Particolare della torre campanaria.
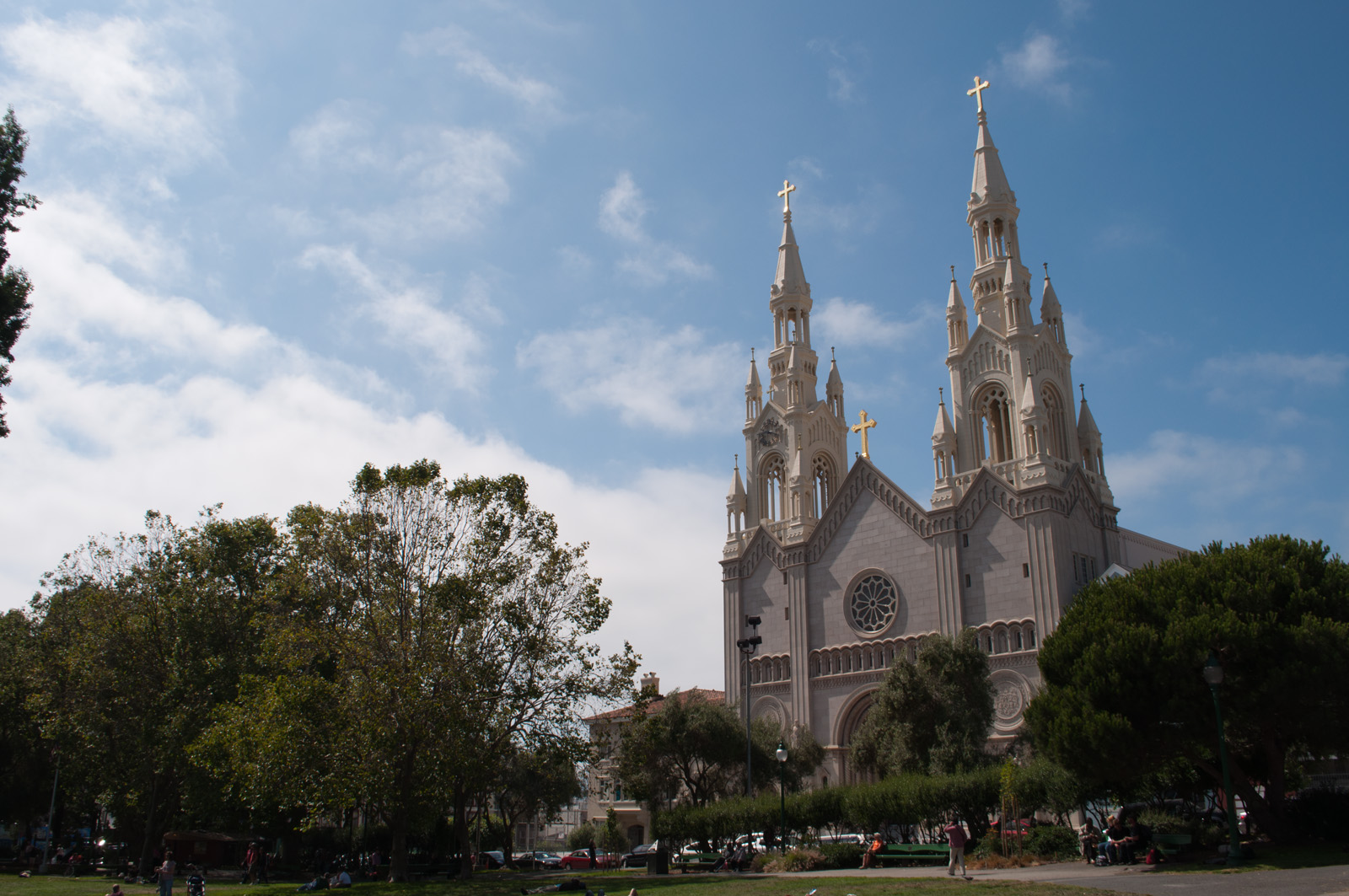
La chiesa vista da Washington Square.